# Villalbilla de Burgos
Villalbilla de Burgos é um município da Espanha na província de Burgos, comunidade autónoma de Castela e Leão, de área 14,40 km² com população de 819 habitantes (2004) e densidade populacional de 56,88 hab/km².

## Demografia
| Variação demográfica do município entre 1991 e 2004 | Variação demográfica do município entre 1991 e 2004 | Variação demográfica do município entre 1991 e 2004 | Variação demográfica do município entre 1991 e 2004 |
| --------------------------------------------------- | --------------------------------------------------- | --------------------------------------------------- | --------------------------------------------------- |
| 1991                                                | 1996                                                | 2001                                                | 2004                                                |
| 554                                                 | 651                                                 | 720                                                 | 819                                                 |